# Hebungspolitik
Hebungspolitik (polityka podniesienia cywilizacyjnego wschodnich prowincji Cesarstwa Niemieckiego) – niemiecka, rasistowska, kolonizacyjna polityka rzekomego podnoszenia kultury na obszarach zaboru pruskiego, przejawiająca się "promieniowaniem" kultury  niemieckiej, traktowanej jako "wyższa" od słowiańskiej. Dużymi środkami finansowymi promowano (zwłaszcza w ośrodkach miejskich) na zajętych terenach niemczyznę, w tym głównie oświatę, kulturę i poczucie narodowe. Działania te prowadzono od 1894, czyli po powstaniu hakaty, po krótkim okresie złagodzenia antypolskiego kursu w okresie rządów kanclerza Leo von Capriviego.
Dyskryminacyjność polityki "podniesienia" polegała na tym, że ze środków przeznaczonych na jej realizację miał korzystać nie cały region, a jedynie jego niemiecka ludność.  W ramach tych działań powstały np. w Poznaniu Biblioteka im. Cesarza Wilhelma oraz Akademia Królewska (nie mająca statusu uniwersytetu).
Ludwig Kaemmerer (dyrektor Kaiser Friedrich Museum w Poznaniu) powiedział podczas uroczystości otwarcia nowego gmachu placówki, że „ochrona dóbr idealnych jest i pozostać musi pierwszym i najważniejszym obowiązkiem każdego niemiecko-narodowego dążenia kolonizacyjnego”. W 1911 natomiast wskazał, iż „przede wszystkim konieczne było przekazanie ludności niemieckiej, która zaprzęgła swoje siły w ciężkich walkach gospodarczych i narodowych, impulsów do jej pobudzenia, bodźców artystycznych, których wcześniej brakowało”. Było to o tyle konieczne, że niemieccy urzędnicy oraz wojskowi w Wielkopolsce nie czuli się pewnie i traktowali zajmowane tutaj stanowiska jako przejściowe, stanowiące odskocznię do kariery w zachodniej części cesarstwa. Nie utożsamiali się w żaden sposób z regionem.